# ハシボソシギダチョウ属
ハシボソシギダチョウ属（ハシボソシギダチョウぞく、Nothoprocta）は、鳥綱シギダチョウ目（ダチョウ目とする説もあり）シギダチョウ科に分類される属。

## 分類
以下の分類・英名は、IOC World Bird List(v11.1)および山階（1986）に従う。和名は、山階（1986）に従う。
- Nothoprocta cinerascens アレチシギダチョウ Brushland tinamou
- Nothoprocta curvirostris ハシボソシギダチョウ Curve-billed tinamou
- Nothoprocta ornata ゴマダラシギダチョウ Ornate tinamou（ペルーシギダチョウN. kalinowskiiはシノニムとされる）
- Nothoprocta pentlandii アンデスシギダチョウ Andean tinamou
- Nothoprocta perdicaria チリーシギダチョウ Chilean tinamou
- Nothoprocta taczanowskii ハシナガシギダチョウ Taczanowski's tinamou

## 画像

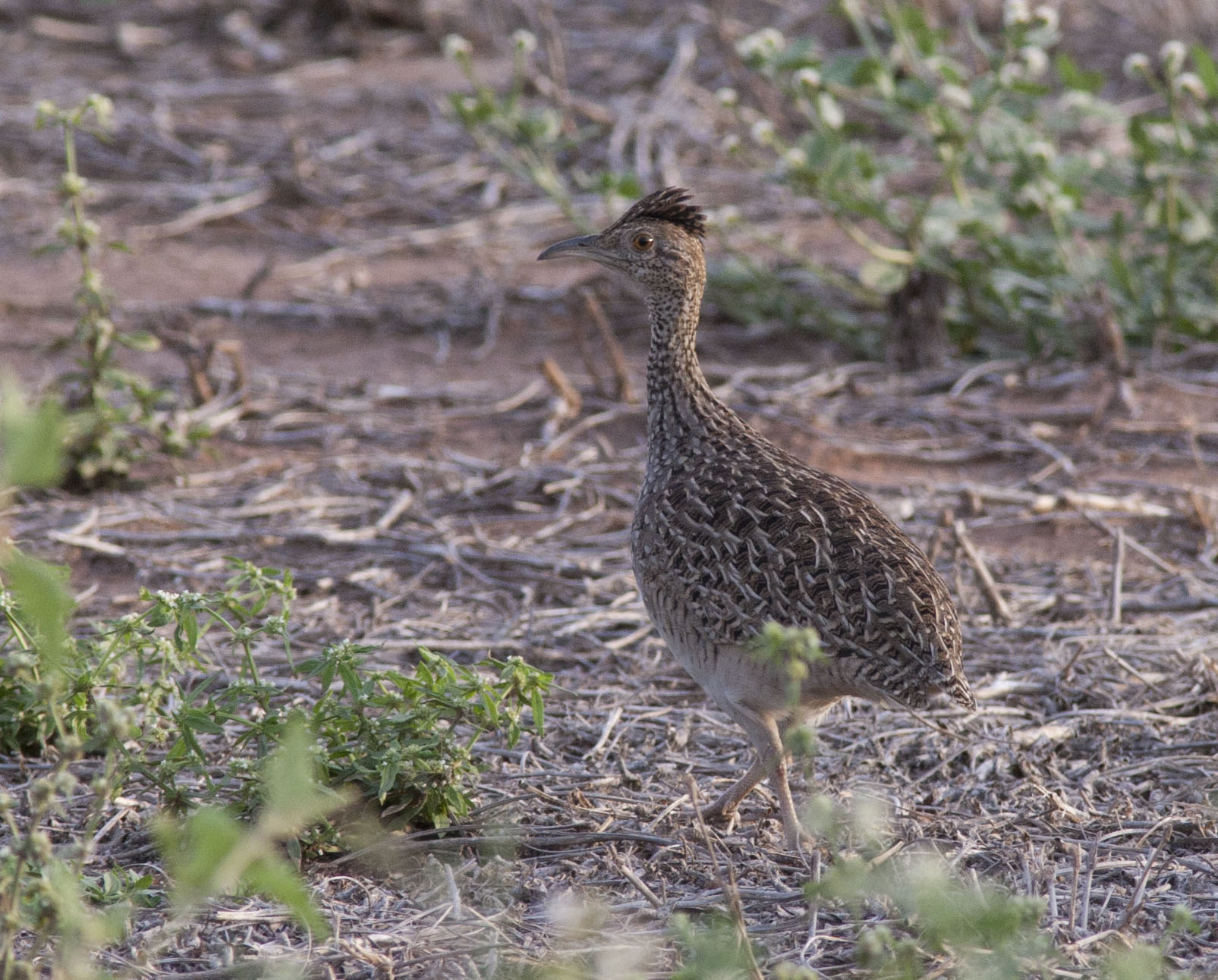
アレチシギダチョウ N. cinerascens
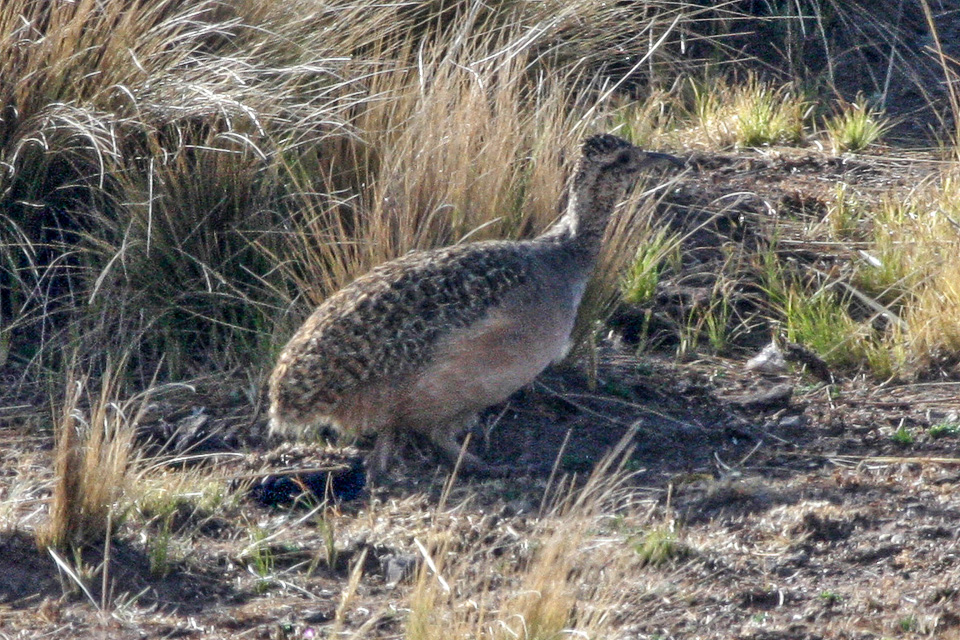
ゴマダラシギダチョウ N. ornata
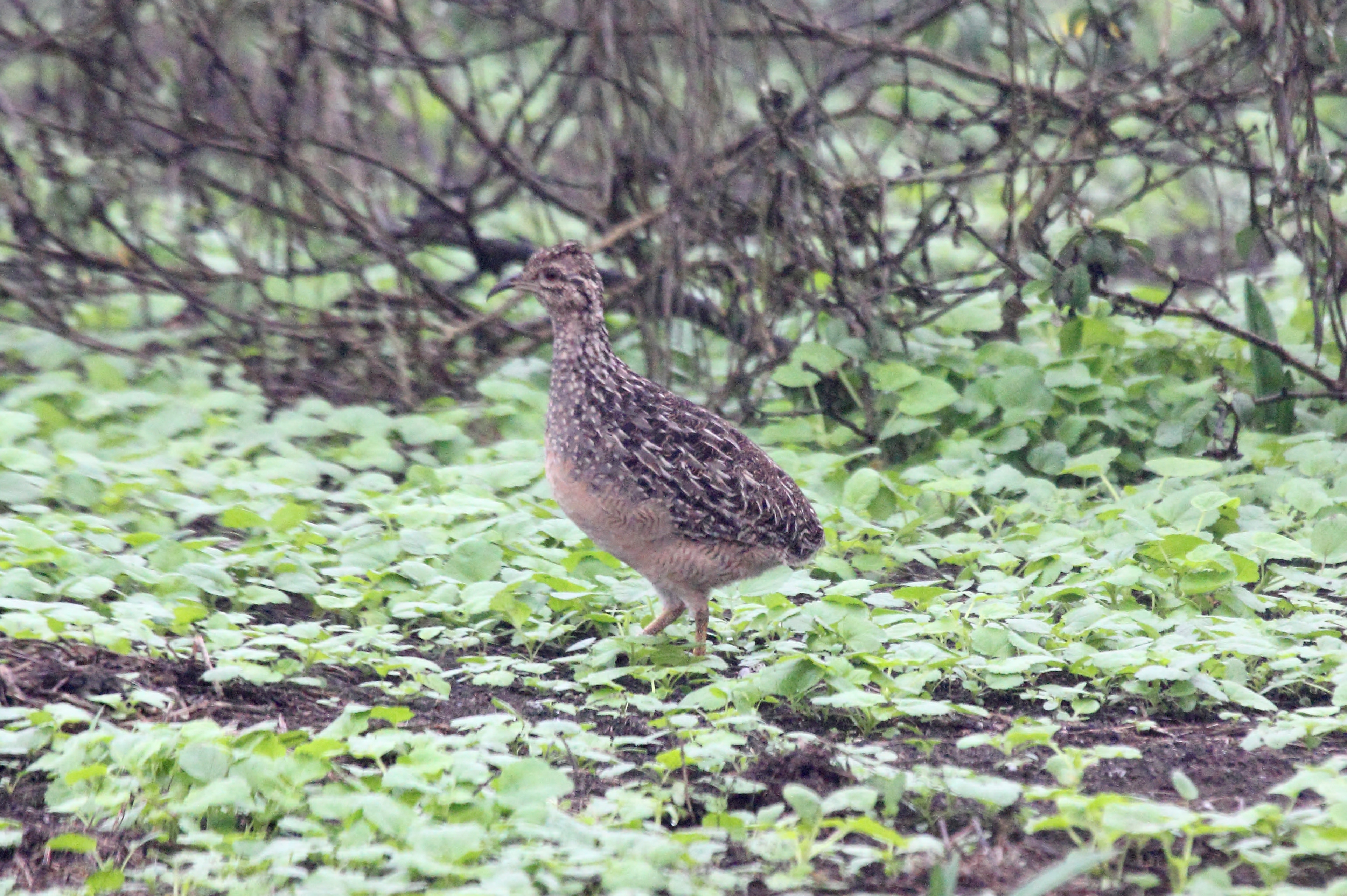
アンデスシギダチョウ N. pentlandii